# Emilija Holik
Emilija Holik (Gorski kotar, 3. studenog 1906. – Bjelovar, 13. listopada 1942.) – hrvatska liječnica, ubijena u Drugom svjetskom ratu
Rodila se u Gorskom kotaru 3. studenog 1906. godine. S roditeljima se preselila u Ivansku kraj Bjelovara u kojoj je završila osnovnu školu, nakon čega je završila gimnaziju u Bjelovaru. Započela je studij na Filozofskom fakultetu u Zagrebu, ali ga nije završila nego se odlučila na studij medicine na Medicinskom fakultetu u Zagrebu, gdje je diplomirala 1938. godine. 
Za vrijeme studija iskazivala je zanimanje za marksizam i komunistički pokret. Bila je na čelu „Društva za prosvjetu žena“, kojeg je osnovala Komunistička partija s ogrankom u Bjelovaru. Početkom Drugog svjetskog rata i nastankom NDH-a, koja je prvi put proglašena baš u Bjelovaru, djelovala je u ilegali. 
Odmah nakon studija dobila je posao u bolnici u Bjelovaru. Radila je na internističkom i zaraznom odjelu. Kao mlada liječnica slala je lijekove i medicinske potrepštine partizanima na borbenim položajima na Bilogori i Moslavini, a s kolegama koji su slično razmišljali ilegalno je liječila ranjene partizanske vojnike u samoj bolnici, najviše u hitnoj kirurškoj ambulanti. Iz kruga njenih kolega bio je i dr. Josip Jagodić koji će za svoj doprinos spašavanju progonjenih, među kojima je bilo i Židova, desetljećima kasnije primiti priznanje „Pravednik među narodima“. Zapisano je kako je dr. Jagodić na zdravim pojedincima izvodio manje kirurške zahvate, samo kako bi ih, pod izlikom da moraju ostati u bolnici, spasio od smrti, u čemu je i uspijevao. 
Ustaše su je uhitili 21. lipnja 1941. godine. Radila je u zarobljeništvu kao liječnica u logoru Danica kraj Koprivnice. Nakon nekoliko mjeseci, vratila se raditi u bjelovarsku bolnicu. I dalje je nastavila pomagati partizanima. Ponovno je uhićena i osuđena na smrt. Ustaše su je strijeljali zajedno s drugim osuđenicima 13. listopada 1942. u Bjelovaru, na Vojnoviću, u dobi od 36 godina. 
Po njoj se zvala bolnica u Bjelovaru od 1961. do 1991. godine – „Medicinski centar dr. Emilija Holik”. Ispred bolnice bila je njena bista, koja je uklonjena 1991. i nalazi se u Gradskom muzeju u Bjelovaru. 